# Egervölgy
Egervölgy (vyslovováno [egervelď], německy Deutschdorf) je vesnice v Maďarsku v župě Vas, spadající pod okres Vasvár. Nachází se asi 11 km severovýchodně od Vasváru. V roce 2015 zde žilo 329 obyvatel. Dle údajů z roku 2011 tvoří 93,8 % obyvatelstva Maďaři a 0,3 % Rumuni, přičemž 6,2 % obyvatel se k národnosti nevyjádřilo.
Sousedními vesnicemi jsou Bejcgyertyános, Kám a Szemenye.